# Neoeme bouvieri
Neoeme bouvieri là một loài bọ cánh cứng trong họ Cerambycidae.